# Elizabeth of York (Königin)

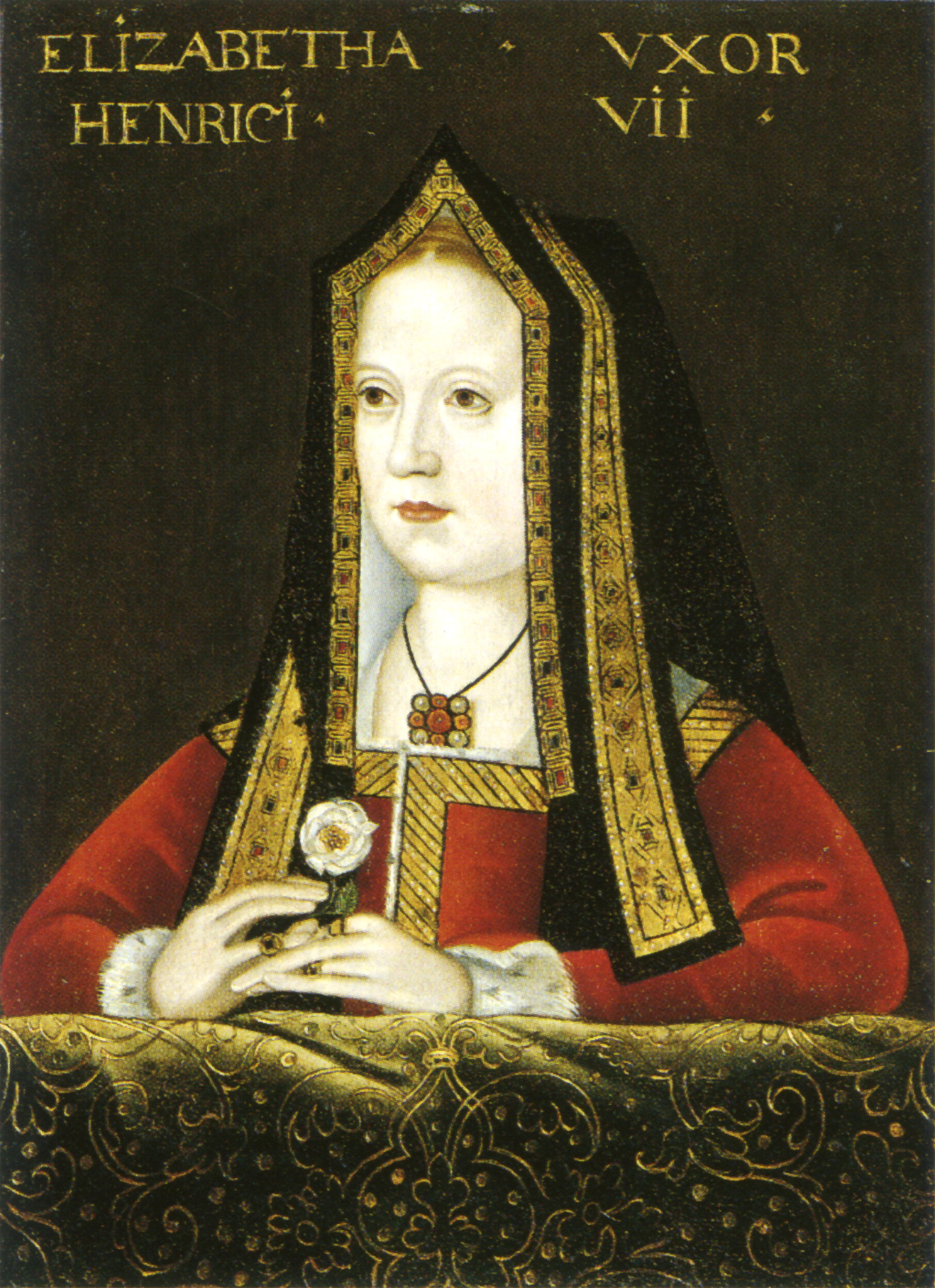
Elisabeth von York

Elizabeth of York (* 11. Februar 1466 im Westminster Palace; † 11. Februar 1503 im Tower of London) war eine englische Prinzessin aus dem Haus York und die älteste Tochter des Königs Eduard IV. und dessen Ehefrau Elizabeth Woodville. Nach dem Sturz ihres Onkels Richard III. heiratete sie den neuen König Heinrich VII. und wurde die Mutter des zukünftigen englischen Königs Heinrich VIII. sowie der zukünftigen Königin von Schottland Margaret Tudor und der zukünftigen Königin von Frankreich Mary Tudor. Sie überlebte ihre Kinder Edmund, Elizabeth und den bereits fünfzehnjährigen Thronfolger Arthur und starb 1503 an der Geburt ihrer jüngsten Tochter Katherine.
Nicht zu verwechseln ist sie mit ihrer gleichnamigen Tante, Elizabeth of York, Duchess of Suffolk, Tochter von Richard Plantagenet, 3. Duke of York, und Schwester Eduards IV. und Richards III.

## Leben

### Kindheit
Elizabeth war die erstgeborene Tochter des englischen Königs Eduard IV. und dessen Ehefrau Elizabeth Woodville. Getauft wurde sie in Westminster Abbey. Ihre gleichnamige Tante Elizabeth, Lady Bedford und Richard Neville, 16. Earl of Warwick waren ihre Paten. Sie wuchs auf Schloss Sheen in Richmond  auf. Als älteste Tochter und bis zur Geburt ihres Bruders Eduard die englische Thronfolgerin, war Elizabeth von klein auf eine gute Partie auf dem Heiratsmarkt. Schon im Alter von drei Jahren versuchte ihr Vater eine Ehe für sie zu arrangieren. Zunächst war George Neville, Herzog von Bedford, als Ehemann vorgesehen. Eduard erhoffte sich durch diese Verbindung ein Bündnis mit den Nevilles, da Richard Neville im Jahr 1469 einen bewaffneten Aufstand organisierte. Allerdings verliefen die Verhandlungen ins Leere, als Georges Vater und Richard Neville in der Schlacht von Barnet starben.
Nach Eduards Invasion in Frankreich wurde 1475 im Vertrag von Picquigny festgelegt, dass Elizabeth den französischen Thronfolger Karl heiraten sollte. Falls Elizabeth vorher sterben sollte, würde ihre jüngere Schwester Mary ihren Platz einnehmen. Als Mitgift waren die Herzogtümer Aquitanien und Guyenne vorgesehen, zusätzlich versprach Ludwig XI. von Frankreich ihr ein Witwenerbe von 60.000 Pfund. In Vorbereitung auf diese Ehe wurde Elizabeth in der französischen Sprache und in höfischer Schreibweise unterwiesen. 1480 wurde der Vertrag ratifiziert, woraufhin Elizabeth den Titel „Madame la Dauphine“ erhielt. Zwei Jahre später allerdings löste Ludwig die Verlobung auf und strebte stattdessen eine Ehe seines Sohnes mit einer Fürstin aus dem Herzogtum Burgund an.

### Unter Richard III.
Als ihr Vater 1483 starb, änderte sich Elizabeths Status schlagartig. Ihr Onkel Richard III. fing ihren Bruder Eduard ab, und ihre Mutter floh daraufhin mit ihren übrigen Kindern ins Kirchenasyl in Westminster Abbey. Richard überredete sie, ihm auch seinen zweiten Neffen auszuhändigen, und am 16. Juni übergab sie auch ihren jüngeren Sohn Richard in seine Obhut. Sobald beide Prinzen unter seiner Kontrolle standen, sagte Richard alle Vorbereitungen für die Krönung seines Neffen ab und ließ sich selbst zum König ausrufen. Seine Begründung dafür war, dass die Ehe seines Bruders mit Elizabeth Woodville ungültig gewesen wäre, was Elizabeth und ihre Geschwister samt und sonders zu Bastarden machte. Damit waren sie nach gültigem Recht von jeglicher Erbfolge ausgeschlossen. Ihre Brüder Eduard und Richard verschwanden spurlos im Tower of London und wurden bekannt als die Prinzen im Tower. Laut dem blinden Hofdichter Bernard Andreas stand Elizabeth ihren Brüdern sehr nahe, denn er sagte: „Die Liebe, die Elizabeth für ihre Brüder empfand, war einmalig und nahezu unglaublich.“ Elizabeth und ihre Schwestern blieben für die ersten Monate unter Richard III. im Asyl und Richard ließ sie von einem seiner engsten Vertrauten scharf bewachen.

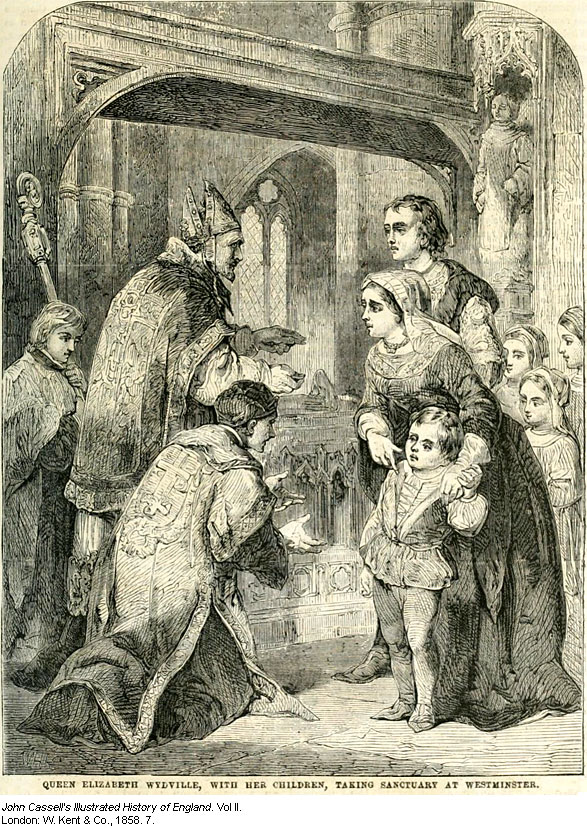
Elizabeth Woodville mit ihren Kindern in Westminster

Da der Arrest seiner Nichten und seiner Schwägerin schließlich ein peinlicher Gesichtsverlust für Richard wurde und die Rebellen sie als Galionsfiguren betrachteten, verhandelte Richard mit Elizabeth Woodville und einigte sich schließlich am 1. März 1484 mit ihr. Elizabeth und ihre Schwestern verließen ihr Asyl und wurden an den Hof gerufen. Trotz ihrer Bastardisierung waren die Schwestern nach wie vor begehrte Partien auf dem Heiratsmarkt, da nur wenige Zeitgenossen sie als illegitim betrachteten. Besonders Elizabeth als älteste Schwester hatte den stärksten Anspruch auf den Thron. Heinrich Tudor, der zukünftige Heinrich VII., hatte bereits zu Weihnachten geschworen, Elizabeth zu heiraten, wenn er König von England würde. Möglicherweise steckten Elizabeth Woodville und Heinrichs Mutter Margaret Beaufort hinter diesem Eheversprechen. Richard versuchte daher die Schwestern so zu verheiraten, dass ihre Ehe und eventuelle Nachkommen keine Bedrohung für ihn darstellten. Doch einzig Elisabeths Schwester Cecily wurde unter Richards Herrschaft verheiratet.
Elizabeth selbst verbrachte Weihnachten 1484 bei Hofe. Dort provozierte sie laut der Historia Croylandensis einen halben Skandal, da sie fast die gleichen Kleider trug wie Richards Ehefrau Anne Neville. Obwohl daraus oftmals Rückschlüsse gezogen wurden, dass Elizabeth als Nachfolgerin Anne Nevilles vorgesehen war und selbst Richard heiraten sollte, geht die moderne Forschung von einem harmloseren Grund aus. Ähnliche Kleider wurden oft von Verwandten oder Gleichrangigen getragen. Als Beispiel wird angeführt, dass Elizabeth später als Königin bei Staatsempfängen fast identisch mit ihrer Schwiegermutter Margaret Beaufort gekleidet war. In jedem Fall gab es Elizabeths Zeitgenossen Anlass zu Spekulationen. Als Anne Neville im folgenden Frühjahr starb, wurde nach einer neuen Ehefrau für Richard gesucht, wobei auch Elizabeths Name fiel. Falls sie allerdings tatsächlich als Annes Nachfolgerin vorgesehen war, machte der Widerstand des englischen Adels diese Aussicht schnell zunichte. Richard musste öffentlich dementieren, dass er jemals mit dem Gedanken an eine solche Ehe gespielt hatte.

### Königin von England
Nachdem Heinrich am 22. August 1485 Richard in der Schlacht von Bosworth besiegt hatte, wurde Elizabeth im Haushalt seiner Mutter Margaret Beaufort untergebracht. Heinrich wurde am 30. Oktober zum neuen König von England gekrönt, und das Parlament bestätigte ihm im November seinen legitimen Anspruch auf den Thron. Allerdings baten die Abgeordneten des House of Commons den König am 10. Dezember dringend, „die erlauchte Lady Elizabeth, Tochter des Königs Eduard IV.“ zu heiraten und sich damit „Nachwuchs von königlichem Blut“ zu sichern. Diese Formulierung wird von Historikern häufig so interpretiert, dass Heinrichs Anspruch auf den Thron nur gesichert war, wenn er Elizabeth, die rechtmäßige Erbin ihres Vaters, heiratete. Der König versicherte, er wäre „gern bereit, dies zu tun.“
Am 18. Januar 1486 heirateten Heinrich und Elizabeth in Westminster Abbey. In der Zeit der Rosenkriege war Heinrich als letzter Überlebender des Hauses Lancaster dessen Oberhaupt geworden. Durch seine Ehe mit der Erbin des Hauses York erhoffte sich England ein Ende des Bürgerkrieges zwischen den beiden Häusern und einen dauerhaften Frieden. Obwohl von vielen als die rechtmäßige Königin von England betrachtet, wurde Elizabeth erst am 25. November 1487 gekrönt, als der Thronfolger Arthur bereits geboren war, und Heinrich verlieh ihr laut dem Italiener Giovanni de Gigli den Titel der Herzogin von York. Elizabeths Bruder Richard hatte zuletzt den Titel innegehabt, da er traditionell an den zweitgeborenen Sohn des Königs verliehen wurde. Elizabeth hingegen erhielt ihn wahrscheinlich im Zuge einer Umstrukturierung ihres Witwenerbes sowie des Wittums ihrer Mutter. Es ist unbekannt, ob Elizabeth Woodville mit dem Verlust dieser Ländereien in ihre Schranken gewiesen oder die Ressourcen lediglich neu verteilt werden sollten.

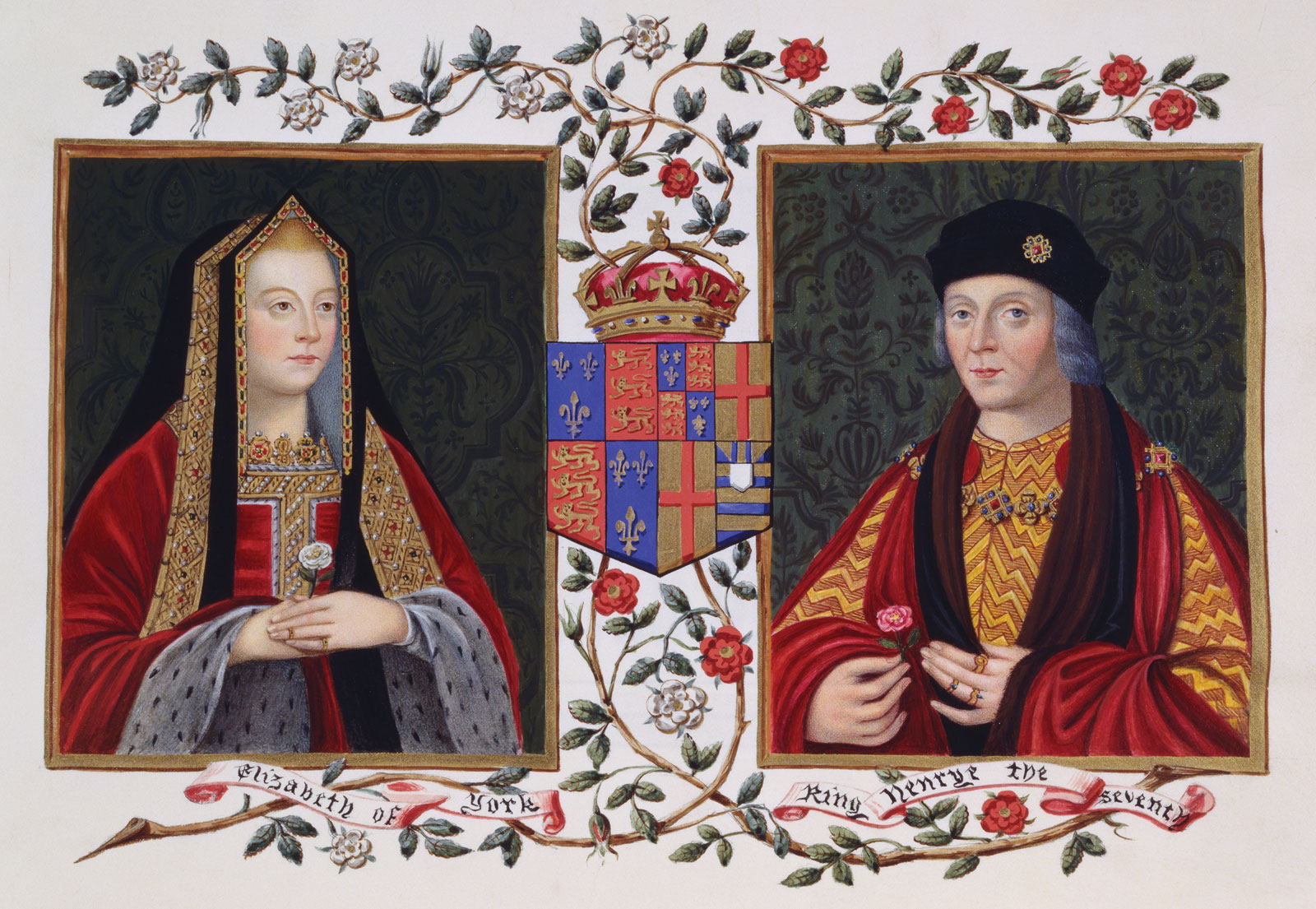
Elizabeth und Heinrich von Sarah Malden, Countess of Essex

Im Gegensatz zu ihrer Mutter und ihrer Schwiegermutter Margaret Beaufort zeigte Elizabeth keinerlei politische Ambitionen und ging offiziell in ihrer Rolle als Ehefrau und Mutter auf. Möglicherweise lag es am Einfluss ihrer Schwiegermutter, die sich oft bei Hofe aufhielt und auch offiziell großen Einfluss auf die Politik ihres Sohnes hatte. Viele Historiker vermuten, dass Elizabeth von ihrer dominanten Schwiegermutter überschattet und in die häusliche Sphäre verdrängt wurde. Indizien dafür sind die Berichte von Zeitgenossen. So schrieb einer der spanischen Gäste bei Hofe: „Sie wird von der Mutter des Königs in Abhängigkeit gehalten. Es wäre gut, ihr öfter zu schreiben und ihr ein wenig Liebe zu zeigen.“ John Hewyk, ein Diener der Krone, ging so weit zu sagen, dass er gern sehr viel länger mit der Königin gesprochen hätte, „wäre da nicht diese mächtige Hure, die Königsmutter.“ Der Historiker David Starkey selbst bezeichnet Margaret Beaufort für Elizabeth of York als „die Schwiegermutter aus der Hölle.“ Wie die Beziehung der beiden tatsächlich aussah, ist unbekannt. In der Öffentlichkeit ließ Margaret Beaufort ihrer Schwiegertochter stets den Vortritt und verkörperte gemeinsam mit ihr zumindest nach außen hin Einigkeit in der Familie.
Dennoch gibt es Hinweise darauf, dass auch Elizabeth politisch aktiv war, wenngleich in der gesellschaftlich akzeptierten, diskreten Form der Beeinflussung. So wandte sich ein walisischer Pächter mit einer Beschwerde über Heinrichs Onkel Jasper Tudor, 1. Duke of Bedford, nicht an den König, sondern stattdessen an Elizabeth, die Jasper mit einem strengen Brief in die Schranken wies. Robert Vertue, der 1502 an einem neuen Gebäude für Heinrich in Greenwich arbeitete, benutzte für den Bau einen Plan, den Elizabeth erstellt hatte. Ihre Buchhaltung verzeichnet auch Geschenke aus dem höchsten Adel, u. a. Kirschen und Kuchen, was von Historikern ebenfalls als Zeichen für ihren Einfluss und ihr Mäzenatentum gewertet wird. Zudem wird davon ausgegangen, dass Elizabeth verantwortlich für die Eheschließungen ihrer Schwestern Anne und Katherine war und sich persönlich dafür einsetzte, dass die Ehefrau ihres in Ungnade gefallenen Cousins Edmund de la Pole, 3. Duke of Suffolk, bei der Witwe von John Howard, 1. Duke of Norfolk, leben durfte. Elizabeth war zusätzlich stets bestrebt, das Haus York mit den neuen Gegebenheiten zu versöhnen und für ihre Seite zu gewinnen. So holte sie auch ihren illegitimen Halbbruder Arthur Plantagenet an den Hof. Da insbesondere der alteingesessene Adel Europas Schwierigkeiten hatte, Heinrich als König anzuerkennen, wurde Elizabeth für sie zu einer akzeptablen Ansprechpartnerin, u. a. für Isabella von Kastilien.

### Familienleben
Elizabeth war eine sehr populäre Königin. Gemäß ihrem Lebensmotto „Demütig und ehrfürchtig“ war sie sehr wohltätig, was ihr den Beinamen „die Gute“ verlieh. Was sie beim Volk noch beliebter machte, waren ihre zahlreichen Kinder, mit denen sie die noch junge Dynastie der Tudors sicherte. Der Thronfolger Arthur war am 20. September 1486 geboren worden. Elizabeth hatte sich anlässlich seiner Geburt extra nach Winchester zurückgezogen, nach damaligem Glauben gleichgesetzt mit König Artus’ Camelot. Es folgten Margaret, Heinrich, Elizabeth, Mary und Edmund, wenngleich nur Margaret, Heinrich und Mary ihre Kindheit überlebten. Besonders die ersten Jahre verliefen stürmisch für Elizabeths Familie, u. a. durch den Thronprätendenten Perkin Warbeck, der sich als Elizabeths Bruder Richard ausgab. Seine Anwesenheit in Schottland sabotierte die Eheverhandlungen für Prinzessin Margaret und als 1496 in Cornwall eine Rebellion für Warbeck stattfand, musste Elizabeth mit ihrem Sohn Heinrich und möglicherweise auch mit ihren Töchtern in den Tower of London fliehen, bis der König die Rebellen kurz vor London bezwingen konnte.

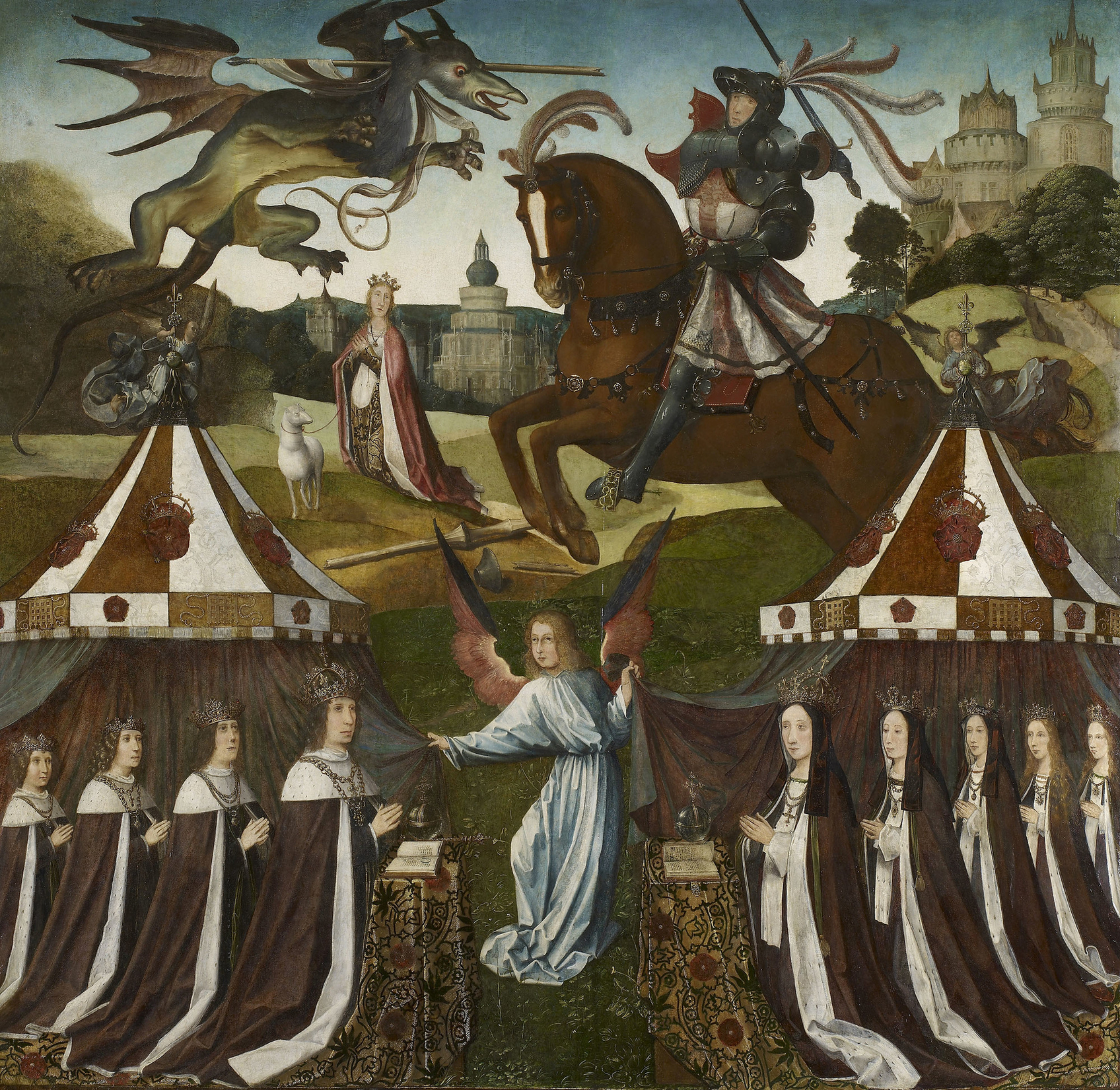
Heinrich und Elizabeth mit ihren Kindern

Auf der Suche nach einer Braut für den Thronfolger Arthur entschied Heinrich sich schließlich für Katharina von Aragón, die jüngste Tochter der „Katholischen Könige“ Isabella von Kastilien und Ferdinand von Aragón. Elizabeth nahm daraufhin Briefkontakt zu ihrer künftigen Schwiegertochter auf und ermutigte sie, Französisch zu lernen, da die meisten englischen Damen kein Latein sprachen. Am 14. November 1501 fand die Hochzeit der beiden statt, der Heinrich und Elizabeth nur von einem kleinen Nebenraum aus diskret beiwohnten, um dem jungen Paar nicht die Schau zu stehlen. Für Elizabeths Tochter Margaret war der schottische König Jakob IV. vorgesehen, allerdings weigerten Elizabeth und Margaret Beaufort sich standhaft, Margaret nach Schottland zu schicken, bevor sie körperlich ausgereift war. Heinrich gestand dem spanischen Botschafter Don Pedro: 

„Die Königin und meine Mutter sind gegen die Hochzeit. Sie sagen, wenn die Ehe geschlossen würde, wären wir verpflichtet, die Prinzessin sofort nach Schottland zu senden und sie fürchten, dass in diesem Fall der König von Schottland nicht warten, sondern sie verletzen und ihre Gesundheit gefährden würde.“

Am 25. Januar 1502 wohnte Elizabeth schließlich Margarets Trauung per Stellvertreter bei. Unmittelbar nach dieser Trauung wurde Margaret als Königin von Schottland behandelt. Elizabeth selbst nahm sie nach der Trauung bei der Hand und geleitete sie an den bislang ihr selbst vorbehaltenen Tisch der Königin, um die Gleichberechtigung ihrer Tochter zu unterstreichen.

Nur wenige Monate später im April starb Arthur. Zeitgenossen berichten, dass Elizabeth versuchte, ihren vor Schmerz halb gebrochenen Ehemann zu trösten. 

„Eure Mutter hatte niemals mehr Kinder als Euch, dennoch hat Gott in Seiner Gnade Euch stets beschirmt und dahin gebracht, wo Ihr nun seid. Gott hat Euch noch einen schönen Prinzen und zwei schöne Prinzessinnen gelassen, Gott bleibt, wo Er stets war und wir beide sind noch jung. Da Euer Gnadens Weisheit in der gesamten Christenheit bekannt ist, beweist sie jetzt, indem Ihr dieses Unglück ertragt.“

Heinrich dankte seiner Königin für ihre tröstenden Worte und sie kehrte in ihre Gemächer zurück. Dort ließ sie endlich ihrem eigenen Schmerz freien Lauf und war so verzweifelt, dass ihre Damen eilig den König holten, um sie zu trösten. Heinrich eilte zu seiner Frau und tröstete sie nun im Gegenzug. Diese Episode scheint darauf hinzudeuten, dass sich die ursprünglich politisch motivierte Ehe in eine liebevolle Beziehung gewandelt hatte. Für den Rest des Jahres trugen Elizabeth und ihre Töchter schwarze Trauerkleidung.
Nach dem Tod ihres Sohnes Arthur kümmerte Elizabeth sich um ihre verwitwete und kranke Schwiegertochter Katharina von Aragón und stellte sicher, dass die Prinzessin aus Wales in einer Sänfte an den englischen Hof zurückkehren konnte. Auch zeigen die Ausgaben in ihrer Buchhaltung, dass sie sich aktiv um das Wohlergehen von Familienmitgliedern kümmerte, die aufgrund politischer Umstände beim König in Ungnade gefallen waren, wie ihre jüngere Schwester Katherine of York und deren Sohn Henry Courtenay.

### Tod
Im Frühjahr 1502, kurz nach Arthurs Tod, wurde Elizabeth erneut schwanger. Sie verbrachte das Jahr damit, ihre Tochter Margaret auf ihre Rolle als Königin von Schottland vorzubereiten und Schreine von Heiligen aufzusuchen. Im August suchte sie noch einmal Wales auf, um an Arthurs Gruft zu beten und zu spenden. Gemeinsam mit ihren Damen nähte sie an dem Staatsbett, in das sie sich zur Geburt des Kindes zurückziehen sollte. Am 2. Februar 1503 brachte Elizabeth schließlich in den königlichen Gemächern des Towers ihr letztes Kind zur Welt. Das Mädchen wurde auf den Namen Katherine getauft. Nur wenig später erkrankte Elizabeth am Kindbettfieber und starb am 11. Februar an ihrem 37. Geburtstag. Heinrich war so erschüttert von ihrem Tod, dass er sich „heimlich an einen einsamen Ort zurückzog und nicht duldete, dass jemand sich an ihn wandte.“ Ihre kleine Tochter Katherine überlebte sie nur um wenige Wochen.

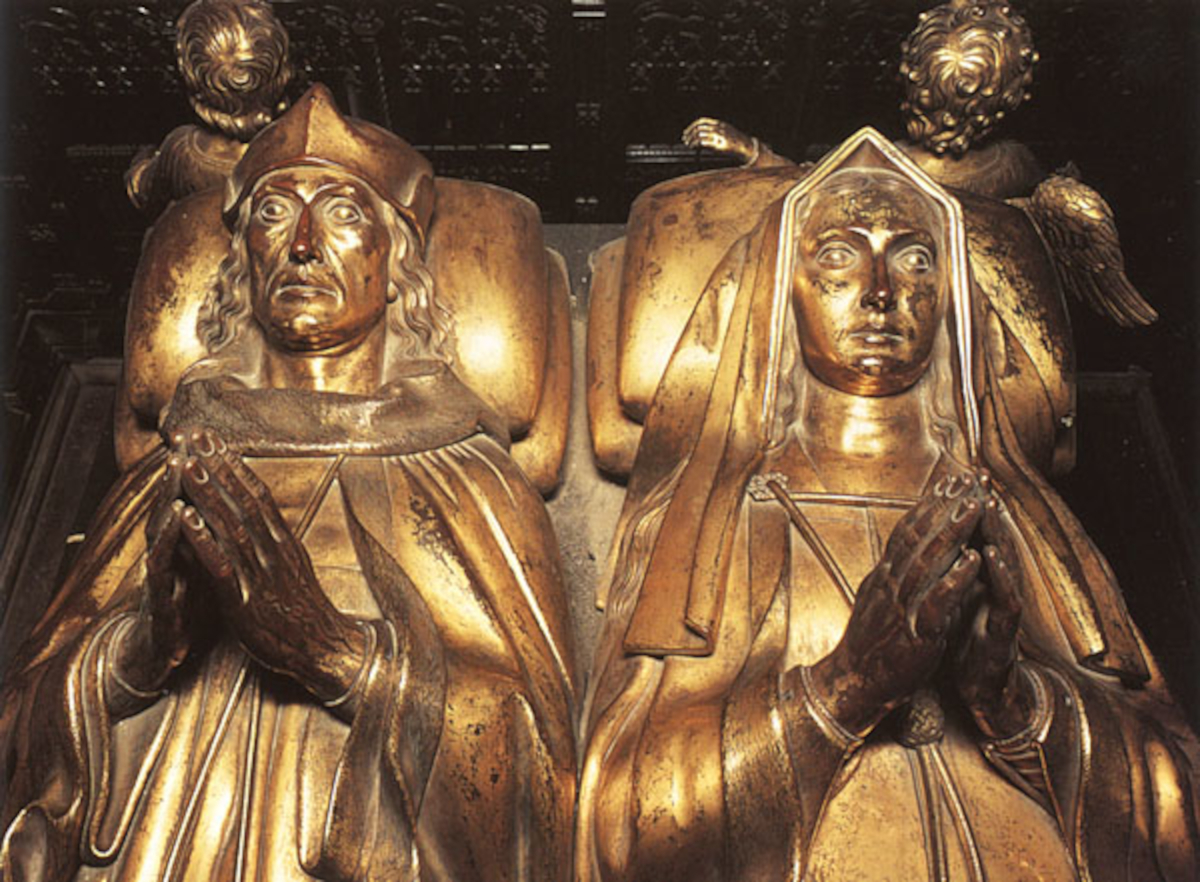
Heinrichs und Elizabeths Gruft in Westminster Abbey

Elizabeth erhielt ein würdiges Staatsbegräbnis in der Westminster Abbey in Anwesenheit ihrer Schwestern. Auf ihrem Leichenwagen prangte ihr Motto „Demütig und ehrfürchtig“ und eine hölzerne Statue, die Elizabeth nachempfunden war und die Insignien der Königin trug, schmückte den Sarg. Der Trauerzug wurde von ihrer Schwester Katherine of York angeführt. Ganz London trauerte um die beliebte Königin. So versammelten sich in Cheapside ihr zu Ehren Gruppen bestehend aus 37 Jungfrauen mit weißgrünen Kränzen im Haar und Kerzen in den Händen. In allen Kirchen brannten Fackeln und Kerzen. Sir Thomas Morus schrieb zu Ehren der verstorbenen Königin eine Elegie A Ruefull Lamentation (deutsch: Eine reuige Wehklage), in der er Elizabeth die Vergänglichkeit aller irdischer Ehren beklagen und Abschied von ihrer Familie nehmen lässt.
| “Adieu mine own dear spouse, my worthy lord, The faithful love that did us both combine, In marriage and peaceable concord Into your handes here I clean resign, To be bestowed upon your children and mine. Erst were you father, and now must you supply The mother's part also, for lo now here I lie. Farewell my daughter, Lady Margaret, God wot full oft it grieved hath my mind, That ye should go where we should seldom meet, Now am I gone and have left you behind. O mortal folk that we be, very blind! That we least fear, full oft it is most nigh, From you depart I first, and lo now here I lie. Adieu Lord Henry, my loving son adieu, Our Lord increase your honour and estate. Adieu my daughter Mary, bright of hue, God make you virtuous, wise and fortunate. Adieu sweet heart, my little daughter Kate, Thou shalt, sweet babe, such is thy destiny, Thy mother never know, for lo now here I lie.” | „Ade, geliebter Mann, mein edler Herr, Die treue Liebe, die uns stets verband In friedlicher Harmonie und Ehestand, Vertraue ich nun deinen Händen an, Lass sie nun unseren Kindern angedeihen. Einst nur der Vater, sei ihnen nun zugleich Auch Mutter, denn sieh, nun lieg ich hier. Leb wohl, meine Tochter, Lady Margaret, Gott weiß, wie sehr und oft es mich betrübte, Dass du gehen solltest, wohin ich selten kam, Nun ging ich selbst fort und ließ dich zurück. O sterbliches Volk, dass wir sind, so blind! Was wir kaum fürchten, ist oftmals so nahe. Von dir scheid ich zuerst und sieh, nun lieg ich hier. Ade, Lord Henry, mein liebender Sohn, ade Unser Herr erhöhe deine Ehre und deinen Stand Ade, meine Tochter Mary, so hell von Angesicht Gott schenke dir Tugend, Weisheit und Glück. Ade, mein Herz, meine kleine Tochter Kate, Du sollst, süßes Kind, so es dein Schicksal will, Deine Mutter nie kennen, denn sieh, nun lieg ich hier.“ |  |

Die von Pietro Torrigiano geschaffene Gruft, in der Elizabeth beerdigt wurde und in der später auch Heinrich beigesetzt wurde, kann noch heute in Westminster Abbey besichtigt werden.

## Nachkommen
Mit Heinrich VII. hatte Elizabeth sieben Kinder, von denen jedoch nur die Hälfte das Jugendalter erreichte:
- Arthur Tudor, Prince of Wales, (* 20. September 1486; † 2. April 1502).
- Margaret Tudor (* 28. November 1489, † 18. Oktober 1541).
- Henry Tudor (* 28. Juni 1491; † 28. Januar 1547).
- Elizabeth Tudor (* 2. Juli 1492; † 14. September 1495).
- Mary Tudor (* 18. März 1496; † 25. Juni 1533).
- Edmund Tudor, 1. Duke of Somerset (* 21. Februar 1499; † 19. Juni 1500).
- Katherine Tudor (* 2. Februar 1503; † 1503[11]).

Einige Quellen erwähnen einen weiteren Sohn namens Edward, der angeblich vor Arthur oder vor Katherine geboren worden sein soll. Da es allerdings kaum historische Erwähnungen über ihn gibt, wird davon ausgegangen, dass es sich bei ihm um eine Verwechslung bzw. eine Falschschreibung von Edmund Tudor handelt.